# Plan de Moufang
En géométrie, un plan de Moufang, du nom de la mathématicienne allemande Ruth Moufang, est une classe de plans projectifs, plus précisément un type particulier de plan de translation (en). Un plan de translation est un plan projectif qui admet une droite de translation, c'est-à-dire une droite telle que le groupe des automorphismes qui fixent chaque point de la droite agit transitivement sur les points du plan hors de la droite. Un plan de translation est dit de Moufang si toute droite du plan est une droite de translation.

## Caractérisations
Un plan de Moufang peut aussi être décrit comme un plan projectif dans lequel le petit théorème de Desargues est vrai. Ce théorème exprime qu'une forme restreinte du théorème de Desargues est valable pour chaque droite du plan. Par exemple, tout plan arguésien est un plan de Moufang.
En termes algébriques, un plan projectif sur un anneau à division alternatif est un plan de Moufang, et cette correspondance induit une bijection entre les classes d'isomorphisme des anneaux de division alternatifs et des plans de Moufang.
Comme conséquence du théorème algébrique d'Artin-Zorn, d'après lequel tout anneau à division alternatif fini est un corps (commutatif), tout plan de Moufang fini est arguésien mais certains plans de Moufang infinis sont plans non arguésiens. C'est le cas du plan de Cayley, un plan projectif de Moufang infini sur les octonions car faute d'associativité les octonions ne forment pas un anneau à division.

## Propriétés
Étant donné un plan projectif P, les conditions suivantes sont équivalentes :
- P est un plan de Moufang ;
- le groupe d'automorphismes qui fixent tous les points d'une droite donnée agit transitivement sur les points qui sont hors de la droite ;
- un certain anneau ternaire du plan est un anneau à division alternatif ;
- P est isomorphe au plan projectif sur un anneau à division alternatif.

De plus, dans un plan de Moufang :
- le groupe des automorphismes agit transitivement sur les quadrangles[9],[10] ;
- deux anneaux ternaires du plan sont isomorphes.

### Lectures complémentaires
- Jacques Tits et Richard M. Weiss, Moufang polygons, Berlin, New York, Springer-Verlag, coll. « Springer Monographs in Mathematics », 2002 (ISBN 978-3-540-43714-7, MR 1938841)